# シオンの山
シオンの山 （英語: Mount Zion 、ヘブライ語: הר ציון、Har Tsiyyon、アラビア語: جبل صهيون、Jabel Sahyoun）はイスラエル・エルサレム旧市街の南西隅にある丘。この單語は歴史的には神殿の丘と関連付けられて論じられているものの、一般的には意味の変遷によって現在使われているように古代エルサレムの西側の丘の事を意味している。また、より広義として「イスラエルの地」の意で使われる事もある。
この丘には多数の墓地や教会が存在しており、アルメニア人やユダヤ人が多く居住する地域である。また、ダビデ王の墓がこの丘の山頂にあり、そこに「最後の晩餐」が持たれたといわれる「上の部屋」も存在している。

## ギャラリー

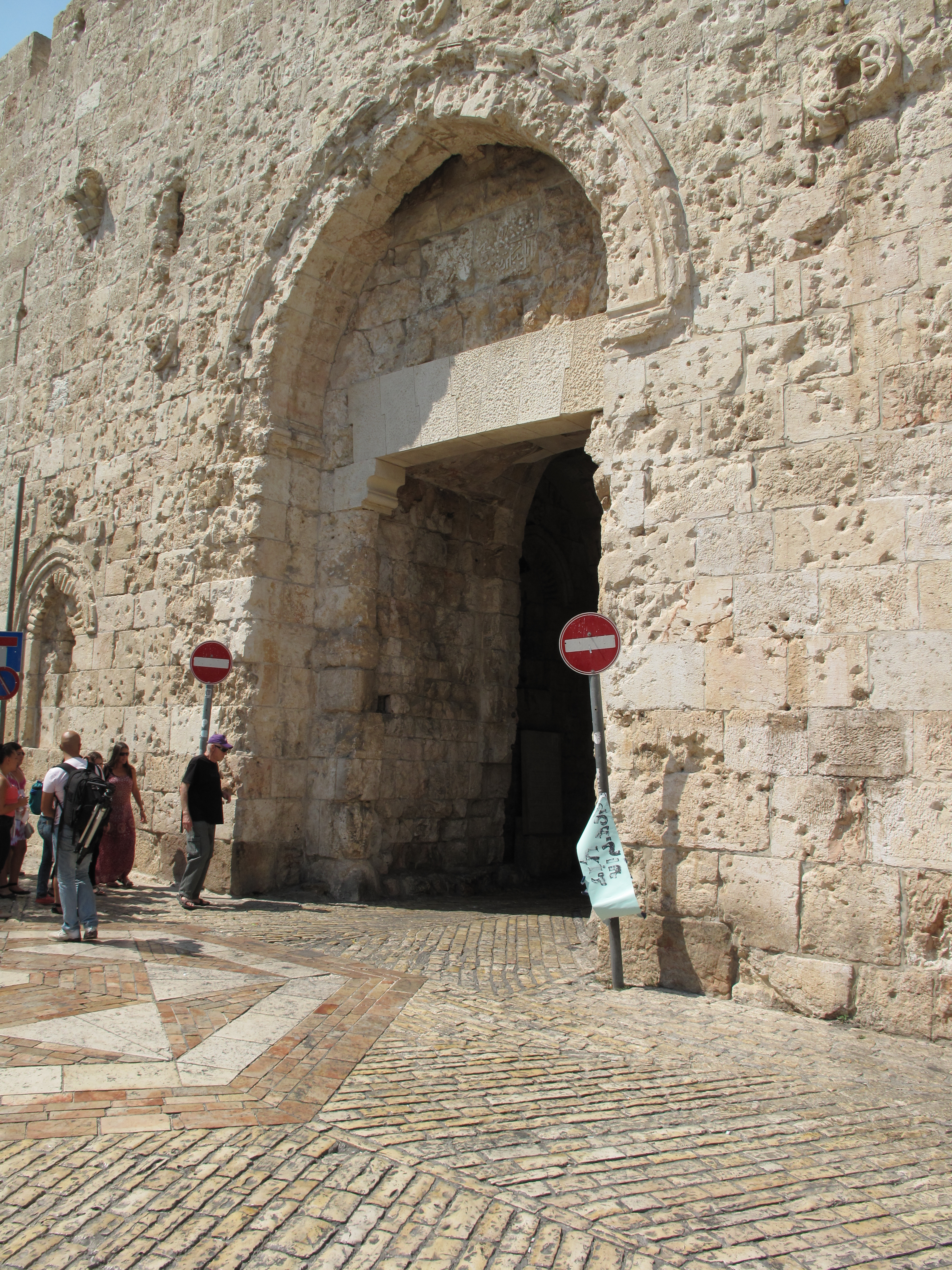
シオン門
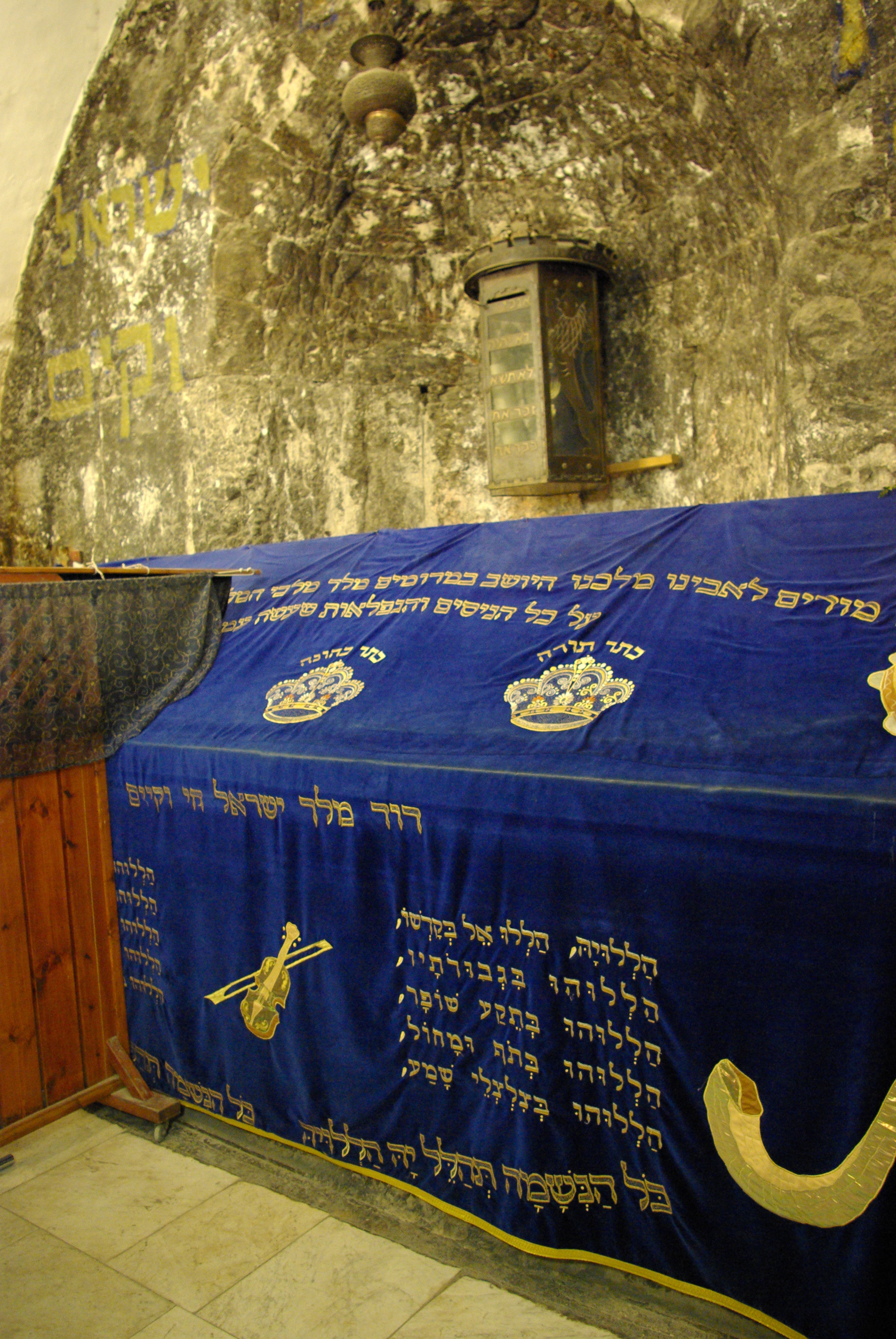
ダビデ王の墓
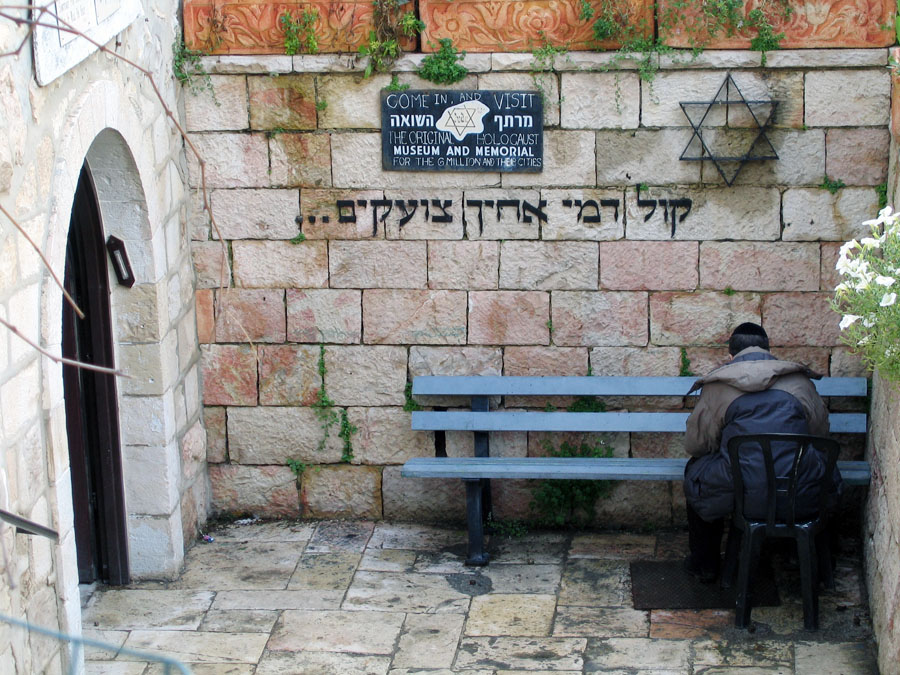
ホロコースト博物館の部屋
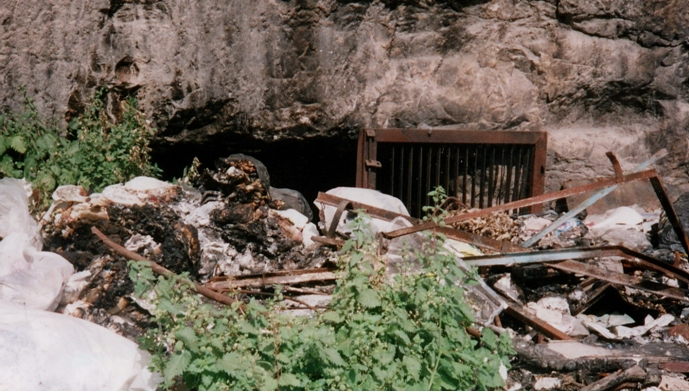
古代ユダヤ人墓地
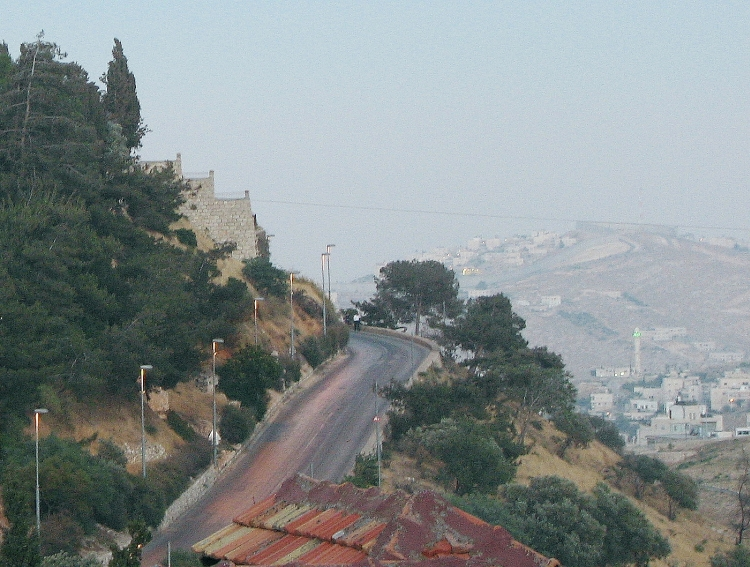
教皇の道